# Токовины
Токовины — супружеская пара новониколаевских предпринимателей Екатерина Филиповна и титулярный советник Александр Григорьевич.

## Предпринимательская деятельность
В начале XX века Токовины владели в Новониколаевске мельницей, на которую в 1908 году был установлен паровой двигатель мощностью в 14 л. с.
В январе 1909 года Екатерина Филиповна заключила договор с бийской мещанкой Агнией Мефодьевной Зильбербарт о создании товарищества «Зильбербарт и Токовина» и вложила в общее дело 13 000 рублей, поместив их на хранение в Сибирский торговый банк на текущий счёт компании.
Александр Григорьевич также участвовал в деле, в частности, занимался перевозкой крупчатки в Томск из Новониколаевска.
Ближе к началу Первой мировой войны мельница Токовиных производила 150 000 пудов муки за год.